# 307. strelska divizija (ZSSR)
307. strelska divizija (izvirno rusko 307. стрелковая дивизия; kratica 307. SD) je bila strelska divizija Rdeče armade v času druge svetovne vojne.

## Zgodovina
Divizija je bila ustanovljena julija 1941 v Ivanovem.